# Force d’action rapide

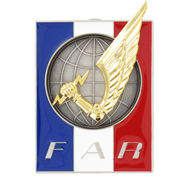
Abzeichen der Force d’action rapide

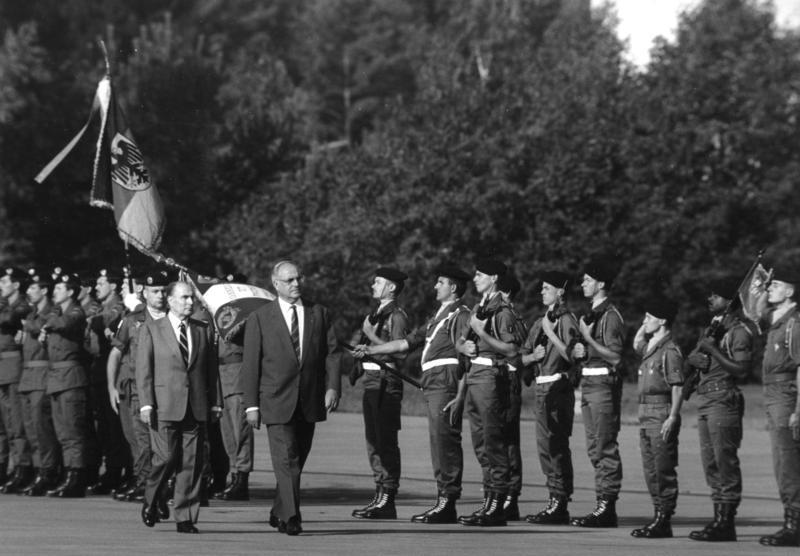
Am 24. September 1987 statteten Bundeskanzler Helmut Kohl und der französische Staatspräsident François Mitterrand der deutsch-französischen Heeresübung Kecker Spatz einen Besuch ab. Die Übung wurde vom II. deutschen Korps mit 55.000 Mann und von der französischen schnellen Eingreiftruppe (FAR) mit 20.000 Mann in Bayern und Baden-Württemberg durchgeführt. Es war dies die bisher größte deutsch-französische Übung.
Im Bild: Ankunft in Manching
Staatspräsident Mitterrand und Bundeskanzler Kohl (v. l. n. r.) schreiten eine deutsch-französische Ehrenkompanie ab.

Die Force d’action rapide (FAR; deutsch: Schnelle Eingreiftruppe) war ein Korps des französischen Heeres, das am 1. Juli 1984 bei einer Reorganisation aufgestellt wurde. Vorgesehen war es für den schnellen Einsatz in Krisengebieten im Ausland. Die FAR wurde 1999 wieder aufgelöst.

## Kommandeure
- 1984–1985 Gilbert Forray
- 1986–1988 Paul Lardry
- Henry Préaud
- 1989–1990 Jacques Vidal
- Michel Roquejeoffrey
- 1993–1994 Bertrand de Sauville de Lapresle
- 1994–1996 Philippe Morillon
- 1996–1999 Jacques Bâton

## Hauptformationen
- 4e division aéromobile, Hauptquartier: Nancy
- 6e division légère blindée, Hauptquartier: Nîmes
- 9e division d’infanterie de marine, Hauptquartier: Nantes
- 11e division parachutiste, Hauptquartier: Toulouse
- 27e division alpine, Hauptquartier: Grenoble
- Brigade logistique de la FAR, Hauptquartier: Maisons-Laffitte